# Elatostema lineolatum
Elatostema lineolatum är en nässelväxtart som beskrevs av Robert Wight. Elatostema lineolatum ingår i släktet Elatostema och familjen nässelväxter.

## Underarter
Arten delas in i följande underarter:
- E. l. falcigerum
- E. l. lineare
- E. l. petiolare

## Bildgalleri

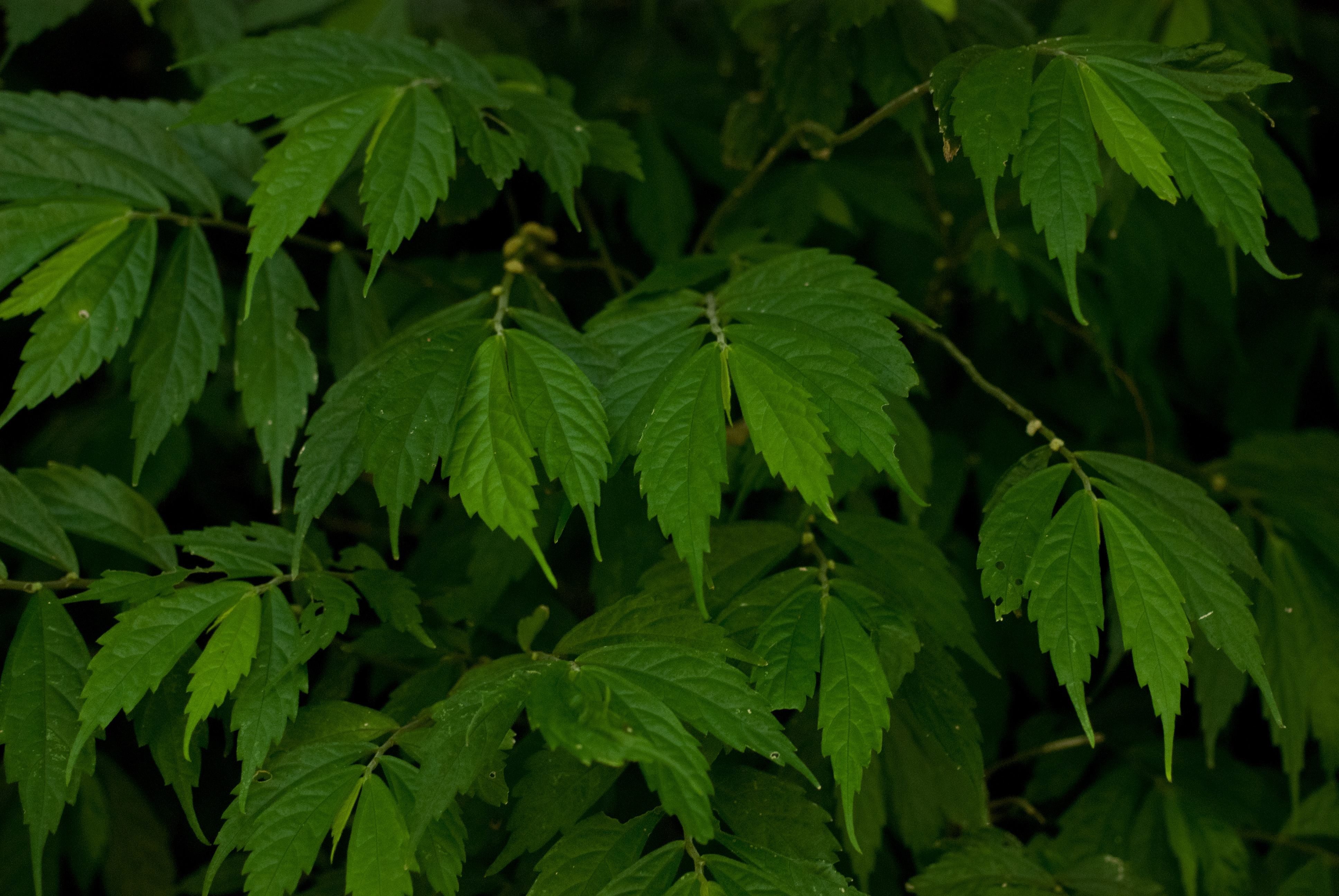
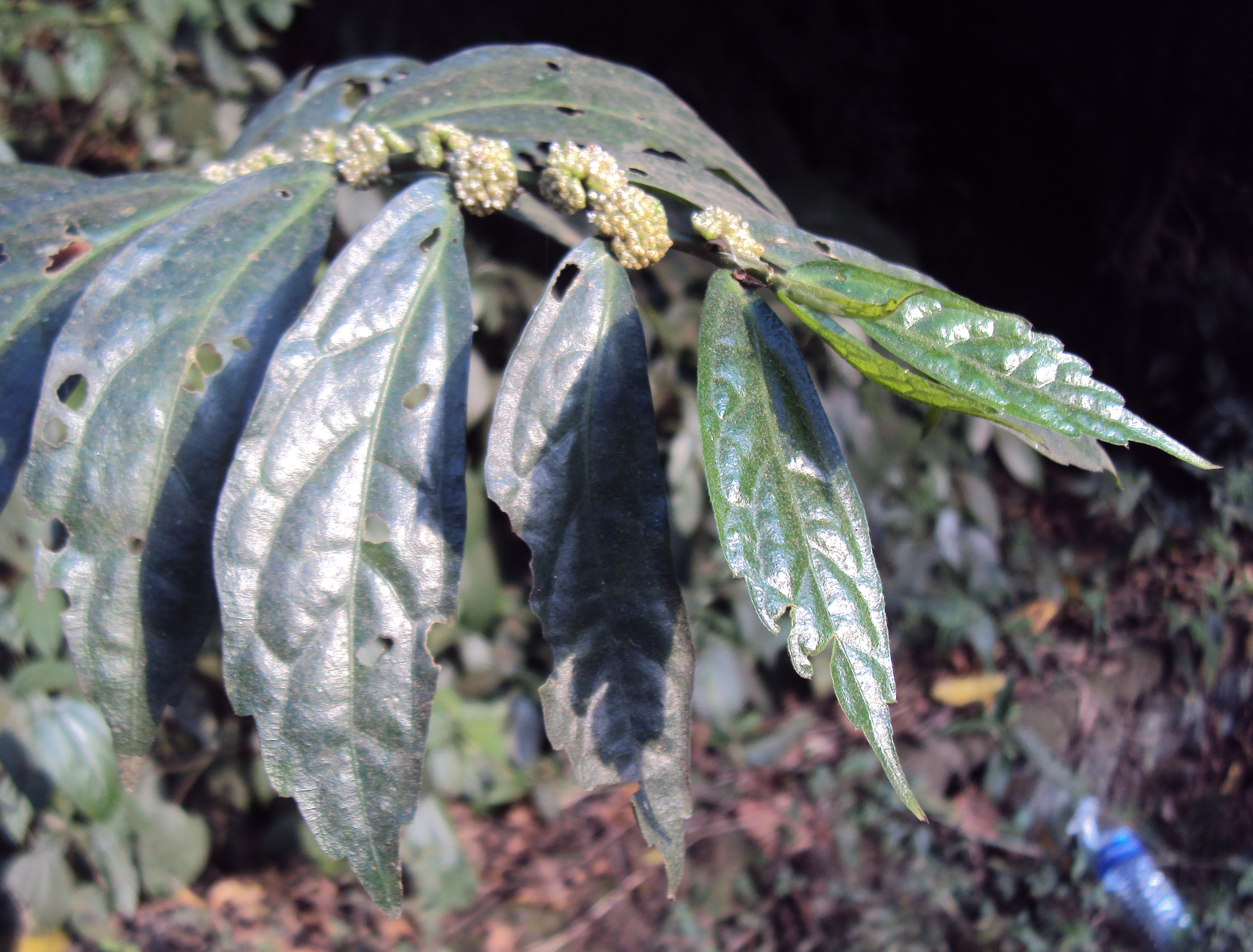
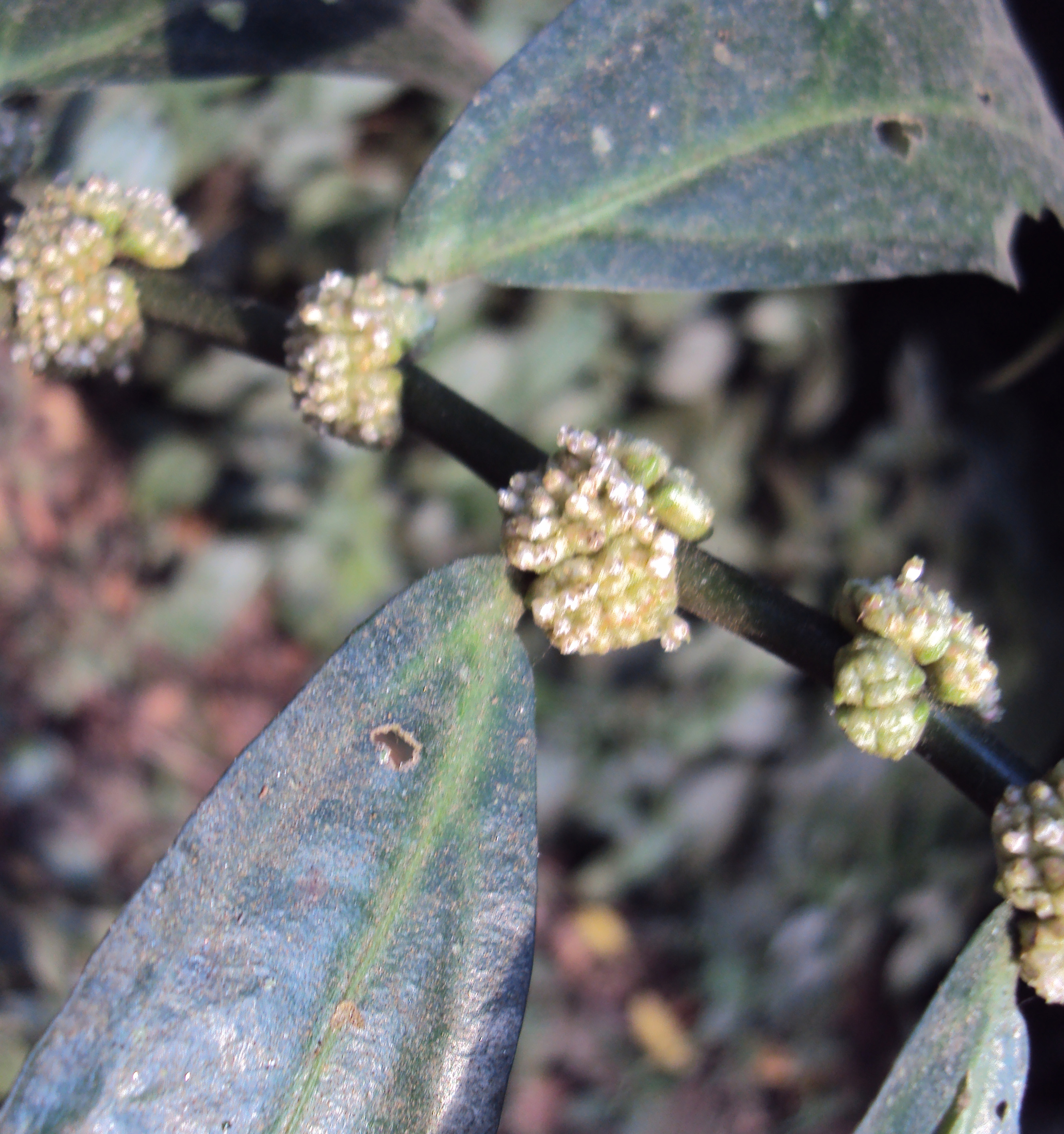
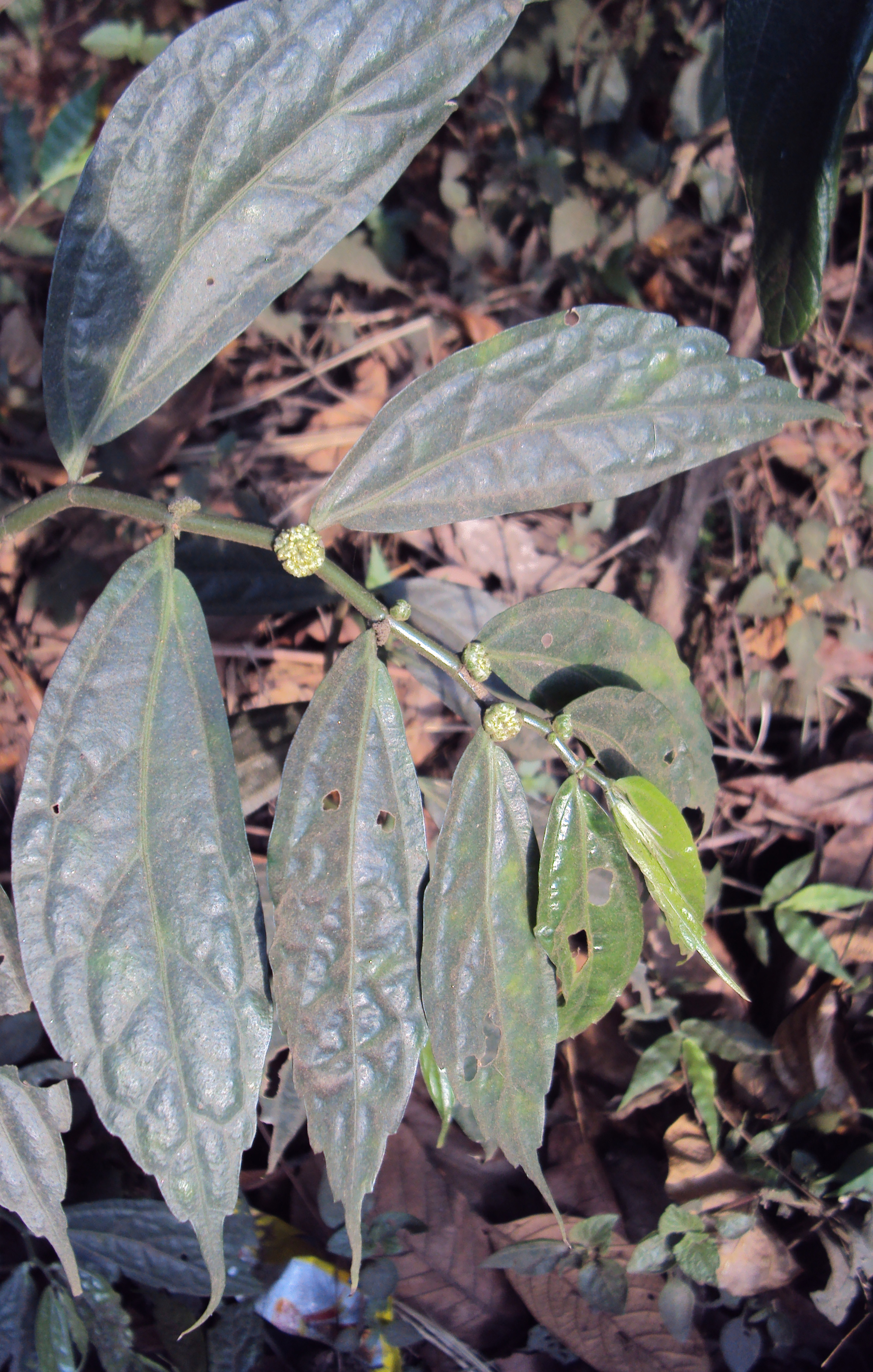
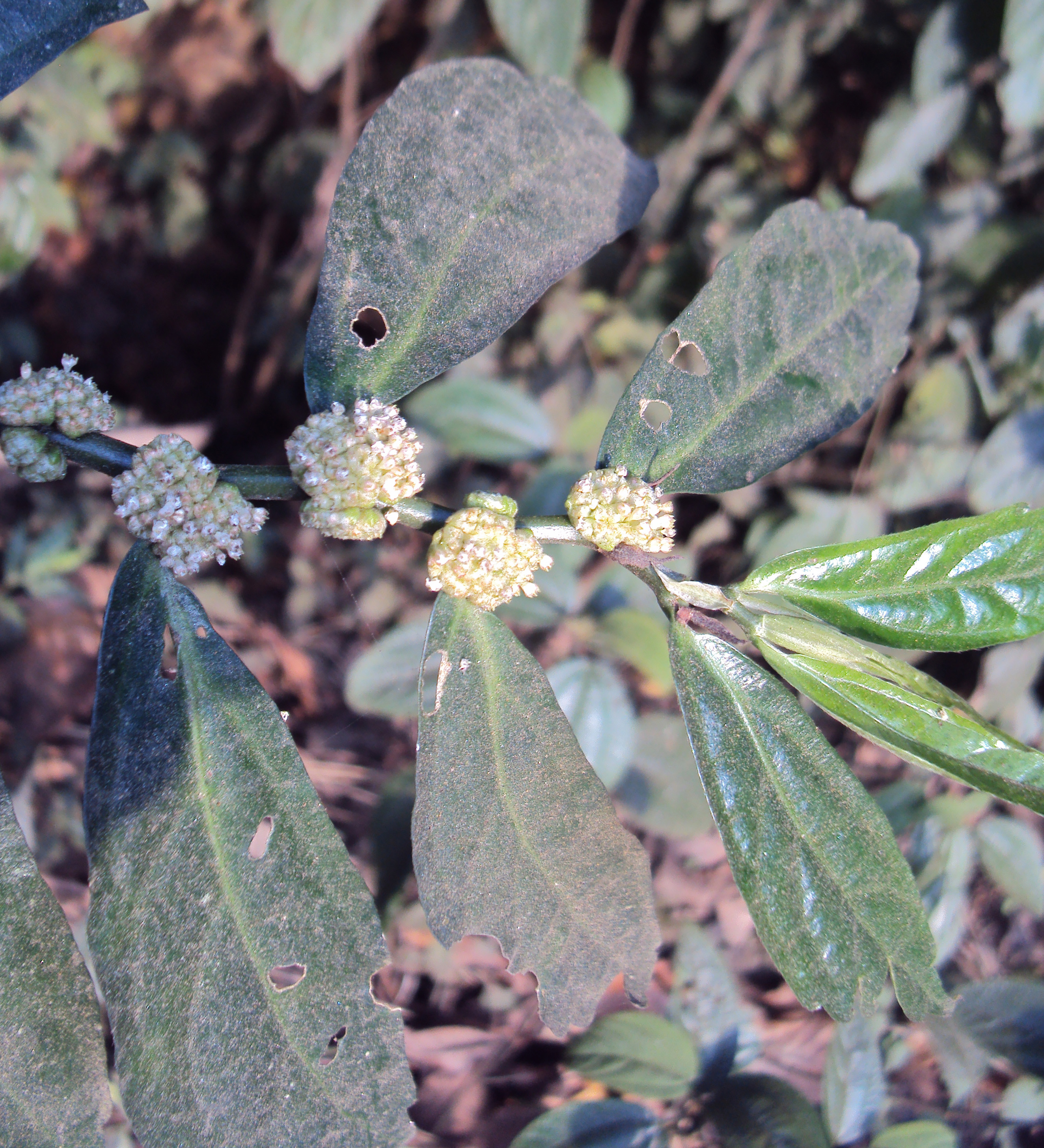
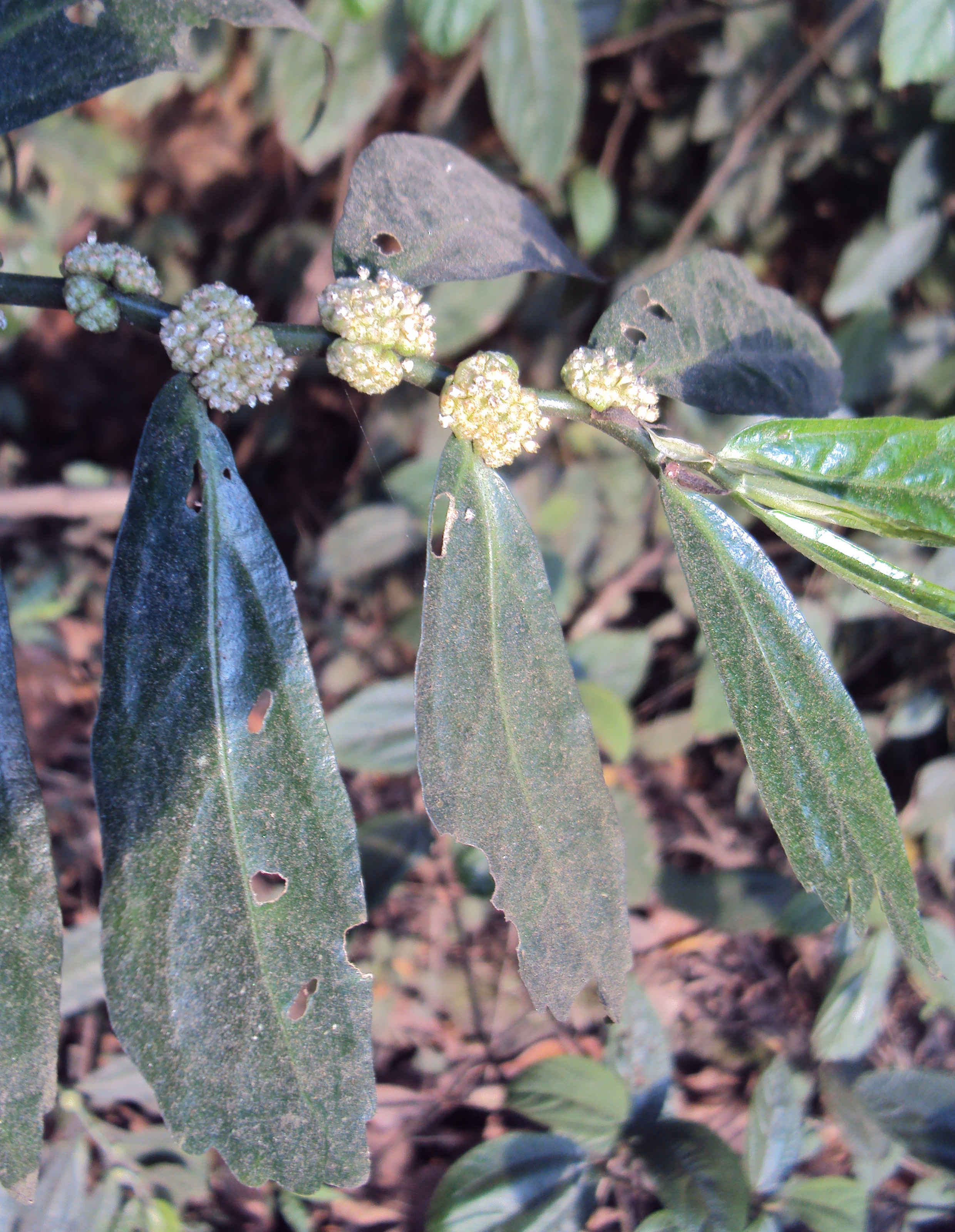